# Katalonske zemlje
Pojam Katalonske zemlje (kat. Països Catalans) se odnosi na teritorije na kojima se govori katalonski jezik ili jedna od njegovih varijanti, a to su španski regioni Katalonija, Valensija, Balearska ostrva i delovi Aragona i Mursije, kao i Rusijon (fr. Roussillon) u Provansi (Francuska), Andora i grad Algero na Sardiniji (Italija). U kontekstu katalonskog nacionalizma, često se ovaj pojam odnosi samo na Kataloniju, Valensiju i Balearska ostrva. Zanimljivo je to da Katalonske zemlje ne odgovaraju niti jednoj prošloj ili sadašnjoj političkoj ili administrativnoj jedinici, iako su tokom srednjeg veka pripadale aragonskoj kruni. Takođe, važno je napomenuti da neki delovi Valensije i Katalonije ne pripadaju Katalonskim zemljama zbog govora španskog i oksitanskog jezika.
| Katalonske zemlje Països Catalans                                      | Katalonske zemlje Països Catalans                    |
| ---------------------------------------------------------------------- | ---------------------------------------------------- |
| (Plavom bojom su prikazane teritorije gde se koristi katalonski jezik) |                                                      |
| Država                                                                 | Teritorija                                           |
| Španija                                                                | Katalonija Valensija Balearska ostrva Aragon Mursija |
| Francuska                                                              | teritorije oko Pirineja                              |
| Andora                                                                 | gde je katalonski zvaničan jezik                     |
| Italija                                                                | Algero                                               |

Katalonske zemlje postaju kulturni i politički projekti od kraja 19. veka. Sve više pažnje ovaj pojam dobija tokom 60-tih i 70-tih godina prošlog veka zbog „umiranja” frankizma u Španiji i katalonski filolozi vide priliku u tome. Moderni jezički i kulturni projekti uključuju Institut Ramon Ljulj (kat. Institut Ramon Llull (IRL)) i Fondaciju Ramon Ljulj (kat. Fundació Ramon Llull), koje vode vlade Katalonije, Kneževine Andore i Balearskih ostrva, generalni savet Pirineja-Orijentalaca, gradsko veće Algera i mreža gradskih uprava u Valensiji. Naime, ovaj projekat je često povezan i sa pokretom za nezavisnost u Kataloniji, kako bi se ujedinile katalonski govorne teritorije u Španiji i Francuskoj. S druge strane, ovaj politički projekat ne uživa široku podršku, posebno izvan Katalonije gde se sam termin Katalonske zemlje smatra veoma kontraverznim.

## Različita značenja
Postoji nekoliko različitih značenja koje se vezuju za termin Katalonske zemlje, ali se mogu svrstati u dve grupe: lingvističku ili političku.
Kroz lingvističko značenje katalonske zemlje se koriste na sličan način kao engleska anglosfera, španske hispanofone teritorije, francuska frankofonija. Međutim, lingvističko značenje Katalonski zemalja još uvek nije zvanično prihvaćeno čak ni kao lingvistički koncept.
Što se tiče političkog pojma, on se uglavnom odnosi na političke projekte koji su pokrenuti od strane pristalica katalonske nezavisnosti. Pristalice se trude da se identitet katalonskih zemalja prizna u svetu i da krene sa svojim proširenjem. Ali postoje neke kulturne institucije koje izbegavaju termin Katalonske zemlje i zamenjuju ga sa „teritorijama katalonskog govornog područja”.

### Teritorije katalonskog govornog područja
Katalonski jezik i njegove varijante se pričaju u:
-Španskim autonomnim zajednicama poput
Katalonije- pored katalonskog priznat je i oksitanski jezik
Aragona
Balearskim ostrvima i
Valensiji- u zapadnim i jugoistočnim delovima se priča ipak samo španski jezik.
-Andori- jedina teritorija na kojoj je zvaničan katalonski jezik
-Italijanskom gradu Algero- pored sardinijskog govori se i katalonski i na
-Francuskim teritorijama u predelu Pirineja.

## Kulturna dimenzija
Postoji mnoštvo napora i saradnji među različitim uključenim vladinim i kulturnim organizacijama. Jedan takav primer je Institut Ramon Ljulj (IRL), koji je 2002. godine osnovala vlada Balearskih ostrva i vlada Katalonije. Glavni cilj ovog Instituta jeste promovisanje kako katalonskog jezika, tako i katalonske kulture, poput dela pisaca, umetnika, naučnika, istraživača iz delova koji su deo Katalonije. Mreža Univerziteta Vives, udruženje univerziteta Katalonije, Valensije, Balearskih ostrva, Severne Katalonije i Andore osnovano 1994. inkorporirano je u IRL 2008. godine. Iste godine, kako bi se proširila saradnja na institucije iz svih katalonskih zemalja, IRL i vlada Andore formirale su Fundaciju Ramon Ljulj (FRL), međunarodnu kulturnu instituciju sa istim ciljevima kao IRL. Fundaciji su se pridružili i Generalni savet Pirineja, Gradsko veće Algera (Sardinija) kao i Mreža valensijskih gradova koja predstavlja udruženje nekoliko gradskih veća Valensije. U decembru 2012. godine vlada Balearskih ostrva objavila je da se predstavnici Balearskih ostrva povlače iz Instituta Ramon Ljulj.

## Politička dimenzija
Koncept Katalonske zemlje opisan je kao „hipotetička i futuristička unija” različitih teritorija. U većini slučajeva koncept je obuhvatao španske autonomne zajednice Katalonija, Valensija i Baleari. Neki bi rekli da treba uključiti i teritorije Rusojn i La Franja.
Mnogi u Španiji vide koncept Katalonskih zemalja kao regionalni izuzetak, suprotstavljen centralizaciji španskog i francuskog nacionalnog identiteta. Drugi to vide kao pokušaj nacionalizma usredsređenog na Kataloniju da položi hegemonističku tvrdnju za Valensiju, Balearska ostrva ili Rusijon, gde vlada osećaj da oni imaju svoje istorijske ličnosti, ne nužno povezane sa Katalonijom.
Kada je u pitanju uspostavljanje odnosa između Katalonije i i drugih područja katalonskog jezičkog domena koncept se smatra kontroverznim i problematičnim. Katalonski autor Germa Bel nazvao ga je „neprikladnim i nesretnim izrazom bez ikakve istorijske, političke ili socijalne osnove”. Međutim neki od najglasnijih branioca ili inicijatora koncepta „katalonske zemalje” (kao što su kat. Joan Fuster, Josep Guia ili Vicent Partal) bili su iz Valensije.
Spor o ovom konceptu dosegao je najviši nivo posebno u Valensiji krajem sedemdesetih i početkom osamdesetih godina kada se formirao sistem španske autonomne zajednice. Različiti desničarski političari u Valenciji (poreklom iz Unión de Centro Democrático) koji su se bojali onoga što se smatralo pokušajem pripojenja Katalonije, pokrenuli su nasilnu anti-katalonsku kampanju protiv lokalnih pristalica koncepta ’’katalonske zemlje’’, koji su čak uključivali i nekolicinu neuspešnih napada eksplozivima protiv autora koji su smatrani inicijatorima koncepta, kao što su Joan Fuster ili Manuel Sanchis i Guarner. Oživljavanje koncepta tokom ovog perioda bilo je iza formiranja žestoko suprotstavljenog i čvrstog anti-katalonskog blaverističkog pokreta, na čelu sa Unió Valenciana, koji se, sa svoje strane, značajno smanjio tokom devedesetih i 2000-ih kada je polemika koncepta ’’katalonske zemlje’’ polako nestala sa valensijske političke liste. Od tada, tema je izgubila najveći deo svog kontroverznog potencijala, iako se povremeni sukobi mogu pojaviti s vremena na vreme, kao što su kontroverze u vezi sa emitovanjem katalonske televizije u Valensiji, i obrnuto, ili upotreba pojmova katalonskih institucija koji u Valenciji se takođe smatraju katalonskim nacionalizmom, kao što su ’’Katalonske zemlje’’ ili ’’Valensijanska država’’.
Anketa iz 2004. godine u Valensiji pokazala je da većina stanovništva u ovom regionu smatra da je valensijanski drugačiji jezik od katalonskog.
Što se tiče drugih teritorija, ne postoje političke partije koje čak spominju ovaj koncept kao javno pitanje. Na Balearskim ostrvima, podrška strankama vezanim za katalonski nacionalizam iznosi oko 10% od ukupnog broja glasova. Obrnuto, Narodna stranka — koja je čvrst protivnik bilo kakvih političkih implikacija za koncept ’’Katalonske zemlje’’ — je većinska stranka u Valensiji i na Balearskim ostrvima.
Iako je tema bila u velikoj meri odsutna iz političkog dnevnog reda u poslednje vreme, 2013. godine regionalni Parlament Balearskih ostrva usvojio je deklaraciju u znak odbrane svoje autonomije. U deklaraciji Parlamenta Balearskih ostrva konstatovano je da takozvani koncept Katalonske zemlje ne postoji.
Španski Ustav iz 1978. godine sadrži klauzulu koja zabranjuje formiranje federacija među autonomnim zajednicama. Prema tome, ako koncept Katalonske zemlje dobije većinsku demokratsku podršku na budućim izborima, ustavni amandman bi i dalje bio neophodan za one delove Katalonaca koji se nalaze u Španiji kako bi stvorili legalno predstavničko tjelo, iako u dodatku Ustava postoji klauzula koja dozvoljava izuzetak od ovog pravila u slučaju Navare, koja se može pridružiti Baskiji ako narod to odluči.
Katalonci na francuskoj teritoriji Severne Katalonije, iako su ponosni na svoj jezik i kulturu, nisu posvećeni nezavisnosti. Oni podržavaju bliske trgovinske i transportne odnose s Katalonijom i veruju da će katalonska nezavisnost poboljšati izglede za to, ali ističu da se otcepljenje od Francuske „ne nalazi na dnevnom redu”.

## Etimologija
Prvi put se termin Katalonske zemlje pojavljuje 1876. Godine u delu Istorija prava u Kataloniji, Majorci i Valensiji. Kodeks običaju u Tortosi (šp. Historia del Derecho en Cataluña, Mallorca y Valencia. Código de las Costumbres de Tortosa) koje ja napisano od strane valensijanskog istoričara prava Benvenguti Olivera i Esteljera (kat. Benvingut Oliver i Esteller) . Takođe, pojavljivala su se i drugi termini poput „ oksitanske zemlje” ili „limuzina otadžbine” ali nisu zaživeli niti se koristili sve do knjige Mi, Valensijanci (kat. Nosaltres, els valencians) koju je napisao Žoan Fuster i Orteljs 1962. godine.
Danas je termin Katalonske zemlje usko povezan sa katalonskim nacionalizmom i politički je opterećen, iako brojne političke stranke podržavaju pristalice katalonske nezavisnosti.